# Steve Souza
Steve "Zetro" Souza  (24 de março de 1964, Califórnia) é um cantor norte-americano, conhecido por seu trabalho na banda de thrash metal Exodus. 
Depois de participar da formação original da banda Testament, quando esta ainda se chamava "Legacy", ele entrou no Exodus no meio dos anos 1980 e gravou vários álbuns. Saiu do grupo em 1992, retornando em 2004 para a gravação do álbum Tempo of the Damned e saiu novamente após a turnê de divulgação. Depois de dez anos fora da banda, ele retorna ao grupo e grava o álbum Blood In, Blood Out.
Também é um dos vocalistas do Dublin Death Patrol, ao lado do Chuck Billy, e membro do grupo Hatriot.  

## Discografia

### Com Exodus
- 1987 - Pleasures of the Flesh
- 1989 - Fabulous Disaster
- 1990 - Impact is Imminent
- 1991 - Good Friendly Violent Fun
- 1992 - Force of Habit
- 2004 - Tempo of the Damned
- 2014 - Blood In, Blood Out

### Com Testament
- Legacy Demo (1985)
- The Legacy (1987) (creditado por escrever 6 das 9 músicas, mas não cantou)
- First Strike Still Deadly (2001) (proveu vocais para as regravações de "Alone in the Dark" e "Reign of Terror".)

### Com Dublin Death Patrol
- DDP 4 Life (2007)
- Death Sentence (2012)

### Com TENET
- Sovereign (2009)

### Com Hatriot
- Heroes of Origin (2013)
- Dawn of the New Centurion (2014)